# Maïdi Roth
 (juillet 2012).
Si vous disposez d'ouvrages ou d'articles de référence ou si vous connaissez des sites web de qualité traitant du thème abordé ici, merci de compléter l'article en donnant les références utiles à sa vérifiabilité et en les liant à la section « Notes et références ».
Pour les articles homonymes, voir Roth.
Emmanuelle Roth dite Maïdi Roth est une auteure-compositrice-interprète et actrice française, née le 3 mars 1970 à Strasbourg (Alsace).

## Biographie
D’origine scandinave et strasbourgeoise, elle arrive à Paris à 19 ans avec pour bagage dix ans de violon et de piano au conservatoire. Entre deux cours d’amphithéâtre d’une licence de lettres, elle monte un groupe et enregistre ses premières maquettes. Peu après, elle décroche un contrat chez Universal.
À cette même époque, une cassette des titres de Maïdi atterrit sur le bureau de Gérard Krawczyk. Il lui ouvre les portes du cinéma en lui offrant non seulement le rôle principal avec Virginie Ledoyen de son long-métrage Héroïnes, mais également l’écriture et la composition de l’intégralité de la musique.
De 2006 à 2014, sa chanson Pour la beauté du geste sert de générique aux émissions de sport de France Télévisions. Elle est utilisée durant plusieurs années pour Roland-Garros, le Tour de France et les Jeux Olympiques de Pékin.

## Discographie
- 1991 : Die Baskenmutze (musique de film)
- 1997 : Héroïnes (musique de film)
- 2000 : On fait comme on a dit (musique de film)
- 2003 : Polaroïd
- 2005 : Horizon Vertical
- 2007 : Un peu plus que moi

## Filmographie
- Héroïnes de Gérard Krawczyk (1997)
- Taxi 2 de Gérard Krawczyk  (2000)
- Scènes de crimes de Frederic Schoendoerffer
- Jeu de Jambes de Hugues Deniset (court-métrage)
- Division d'honneur de Jean-Marc Vervoort
- Tu devrais faire du cinéma de Michel Feller (court-métrage)
- Plus belle la vie dans son propre rôle (saison 3, 2007)[2]
- Le Roi lion : Nala adulte (chant uniquement)

## Musiques de film et collaborations
- Héroïnes, film de Gérard Krawczyk (1997)
- Je t'aime, court-métrage de Guillaume Canet (1998)
- On fait comme on a dit, film de Philippe Bérenger (2000)
- Au Bataclan, album de Hubert-Félix Thiéfaine (2002)
- Livraison à domicile de Bruno Delahaye (2003)
- La vie de Michel Muller est plus belle que la vôtre, film de Michel Muller (2005)
- Changement d'adresse, film d'Emmanuel Mouret (2006)
- LOL, film de Lisa Azuelos (2009)
- Otages de Didier Albert (2009)
- Tombé Sur La Tête de Didier Albert (2009)
- L'Ombre du Mont-Saint-Michel de Klaus Biedermann (2010)
- Trois filles en cavale de Didier Albert (2011)
- Interpol : Série TV (2010-2012)
- Moi à ton âge de Bruno Garcia (2012)
- Possessions, film d'Éric Guirado (2012)
- Parlez-moi de vous, film de Pierre Pinaud (2012)
- Grenouille d'hiver, court-métrage de Slony Sow (2012)
- Cher radin !, film de Didier Albert (2012)
- Super Lola, téléfilm de Régis Musset (2013)
- On ne badine pas avec Rosette film d'Aure Atika (2013)
- La Vie au grand air, téléfilm de Nicolas Herdt (2013)
- Une vie en Nord : Série TV (2014)
- Ligne de mire Téléfilm de Nicolas Herdt (2014)
- Wasabi de Gérard Krawczyk
- Origines [3]de Frederika Patard[4], Pascal Perbet[5] et Tristan Petitgirard[6] (TV serie, 2014)
- Nos enfants de Sarah Suco[7] (court-métrage, 2017)
- Une famille formidable[8] de Pascale Breugnot et Danièle Thompson (TV serie 6 épisodes, 2018)
- L'Arche Noir[9] de Christian Guérinel (téléfilm, 2019)
- Huguette de Antoine Garceau (téléfilm, 2019)
- H24 d'Olli Haikka (série télévisée, 2020)
- Crimes parfaits (série télévisée)
  - Le grand saut[10] d'Emmanuel Rigaut (2019)
  - Étoile filante[11] d'Emmanuel Rigaut (2020)
  - À la Vie, À la Mort[12] de Nicolas Herdt (2020)
  - Trop Beau Pour Être Vrai[13] de Nicolas Herdt  (2020)
  - Master du Crime[14] d'Emmanuel Rigaut (2020)
  - Un Cœur sombre d'Emmanuel Rigaut (2020)
- Il est elle[15] de Clément Michel (2020)
- César Wagner de Sébastien Paris et Éric Vérat (2020 -2021)
- Le Squat[16],[17] d'Emmanuel Rigaut (2021)
- L'Amour (presque) parfait de Pascale Pouzadoux (2022)